# Kraina opolska
Kraina opolska – kraina zoogeograficzna w południowo-zachodniej Polsce (w rejonie Opola – stąd nazwa), należąca do prowincji europejsko-zachodniosyberyjskiej wchodzącej w skład Palearktyki.